# Generaal-gouvernement Steppen
Het generaal-gouvernement Steppen (Russisch: Степное генерал-губернаторство) was van 1882 tot 1918 een gouvernement-generaal van het keizerrijk Rusland.

## Geschiedenis
Het generaal-gouvernement ontstond op 18 mei 1822 bij keizerlijk decreet, vervolgens besloot de Regerende Senaat om de oblasten Akmolinsk en Semipalatinsk samen te voegen tot het generaal-gouvernement Steppen. 
Dit plan was het initiatief van generaal Pjotr Vannovski die het noodzakelijk vond om de grensgebieden op de Russische en Kazachse steppen in een gouvernement  te verenigen. Hierdoor werden de oblasten Akmolinsk, Sempatalinsk en de nieuwe oblast Semiretsje uit het generaal-gouvernement West-Siberië overgedragen aan het nieuwe gouvernement van de Steppen. De oblast Semiretsje, die ook deel uitmaakte van het generaal-gouvernement, maakte sinds de oprichting in 1867  ook onderdeel uit van het generaal-gouvernement Turkestan.
De gouverneur-generaal was ook bevelhebber van de militaire okroeg Omsk en volgens bevelschrift (nekazem) aanvoerder (ataman)  van de  militaire troepen van de Siberische Kozakken.
De oblast Semiretsje, die ook deel uitmaakte van het gouvernement-generaal, maakte zich in 1899 los en werd onderdeel van het generaal-gouvernement Turkestan.

## Administratieve indeling
- Oblast Akmolinsk
- Oblast Semipalatinsk
- Oblast Semiretsje (tot 1899)